# Pseudomops guerinianus
Pseudomops guerinianus es una especie de cucaracha del género Pseudomops, familia Ectobiidae. Fue descrita científicamente por Saussure en 1862.
Habita en México.